# Nadia Lutfi
Nadia Lutfi, pseudonimo di Poula Mohamed Mostafa Shafiq (in arabo نادية لطفي‎?; Il Cairo, 3 gennaio 1937 – Il Cairo, 4 febbraio 2020), è stata un'attrice egiziana.

## Biografia
Poula Mohamed Mostafa Shafiq nacque a Il Cairo da famiglia egiziana musulmana molto religiosa e cominciò a recitare fin dalla tenera età a scuola, per poi all'età di ventiquattro anni adottare lo pseudonimo di Nadia Lutfi, in onore dell'omonima protagonista interpretata da Faten Hamama in La anam.
Nadia Lutfi venne notata da Ramses Naguib e venne invitata ad interpretare il suo primo ruolo nel dramma Soultan, nel 1958.
A metà degli anni 1960, recitò in due film tratti da opere di Naguib Mahfouz. Nel corso della sua carriera, Nadia Lutfi partecipò a numerosi film insieme a Soad Hosny, divenendo uno dei principali volti del cinema egiziano e arabo. La sua carriera terminò nel 1981.
In 2014, the Cairo International Film Festival rese omaggio a Nadia Lutfi esponendo il suo volto nel poster ufficiale del festival.
Muore il 4 febbraio 2020.